# Waremme
Waremme (en wallon Wareme, en néerlandais Borgworm) est une ville francophone de Belgique située en Région wallonne, chef-lieu d'arrondissement en province de Liège.
C'est un chef-lieu de canton.

## Géographie
La ville se situe sur le Geer dans une région lœssique, la Hesbaye, ce qui a favorisé l'agriculture (céréales et betterave sucrière) et le développement d'une industrie agro-alimentaire dans la région. Les surfaces agricoles occupent encore 70 % de la superficie. Il s'agit de cultures en grande majorité. Les landes et les bois représentent moins de 1 %. C'est aussi un pôle commercial et scolaire pour la région (quelque 5 000 élèves en permanence) assurant aussi un attrait administratif, culturel et sportif.

### Sections
En 1970, Waremme est fusionnée avec les communes de Bettincourt, Oleye, Lantremange, Bleret, Bovenistier et Grand-Axhe  (AR du 20/05/1970, Loi du 17/07/1970).
| # | Nom         | Superf. (km²) | Habitants (2020) | Habitants par km² | Code INS |
| - | ----------- | ------------- | ---------------- | ----------------- | -------- |
| 1 | Waremme     | 15,93         | 11.342           | 711               | 64074A   |
| 2 | Oleye       | 4,01          | 1.397            | 348               | 64074B   |
| 3 | Lantremange | 1,97          | 585              | 296               | 64074C   |
| 4 | Bleret      | 2,31          | 627              | 271               | 64074D   |
| 5 | Bovenistier | 2,88          | 525              | 182               | 64074E   |
| 6 | Grand-Axhe  | 1,69          | 478              | 283               | 64074F   |
| 7 | Bettincourt | 1,87          | 451              | 241               | 64074G   |

### Communes limitrophes
| Gingelom | Heers   | Oreye     |
| Berloz   | Waremme | Remicourt |
| Geer     | Faimes  | Donceel   |

### Environnement

#### Réserve naturelle
La réserve naturelle a été créée en 1980. Sa superficie avoisine les 17 ha et les digues extérieures et intérieures font plus de 3 kilomètres de longueur. La réserve est constituée de cinq bassins de décantation de la râperie de Waremme, dont les activités ont aujourd'hui cessé. C'est un site relativement isolé et tranquille.
La végétation herbacée n'y manque pas d’intérêt. Elle est constituée principalement d'espèces rudérales, messicoles et hydrophiles.
Les bassins attirent l'attention par leur intérêt ornithologique. Ils constituent, en Hesbaye sèche, un îlot humide favorable à la concentration des oiseaux et les biotopes variés (vasières, eau libre, friches à herbes courtes, friches à herbes hautes, buissons…) attirent bon nombre de nicheurs que l'on ne trouve guère dans la région. Chaque année, en collaboration avec l’Institut Royal des Sciences Naturelles de Belgique, les membres de la Réserve procèdent à des baguages. Ceux-ci permettent d'une part d'observer les mouvements migratoires et d’autre part d'inventorier le petit monde ailé qui vit ou transite par Waremme.

## Démographie

### Démographie: Avant la fusion des communes
- Source: DGS recensements population

### Démographie: Commune fusionnée
En tenant compte des anciennes communes entraînées dans la fusion de communes de 1977, on peut dresser l'évolution suivante:
Les chiffres des années 1831 à 1970 tiennent compte des chiffres des anciennes communes fusionnées.
- Source: DGS , de 1831 à 1981=recensements population; à partir de 1990 = nombre d'habitants chaque 1 janvier[4]

## Histoire

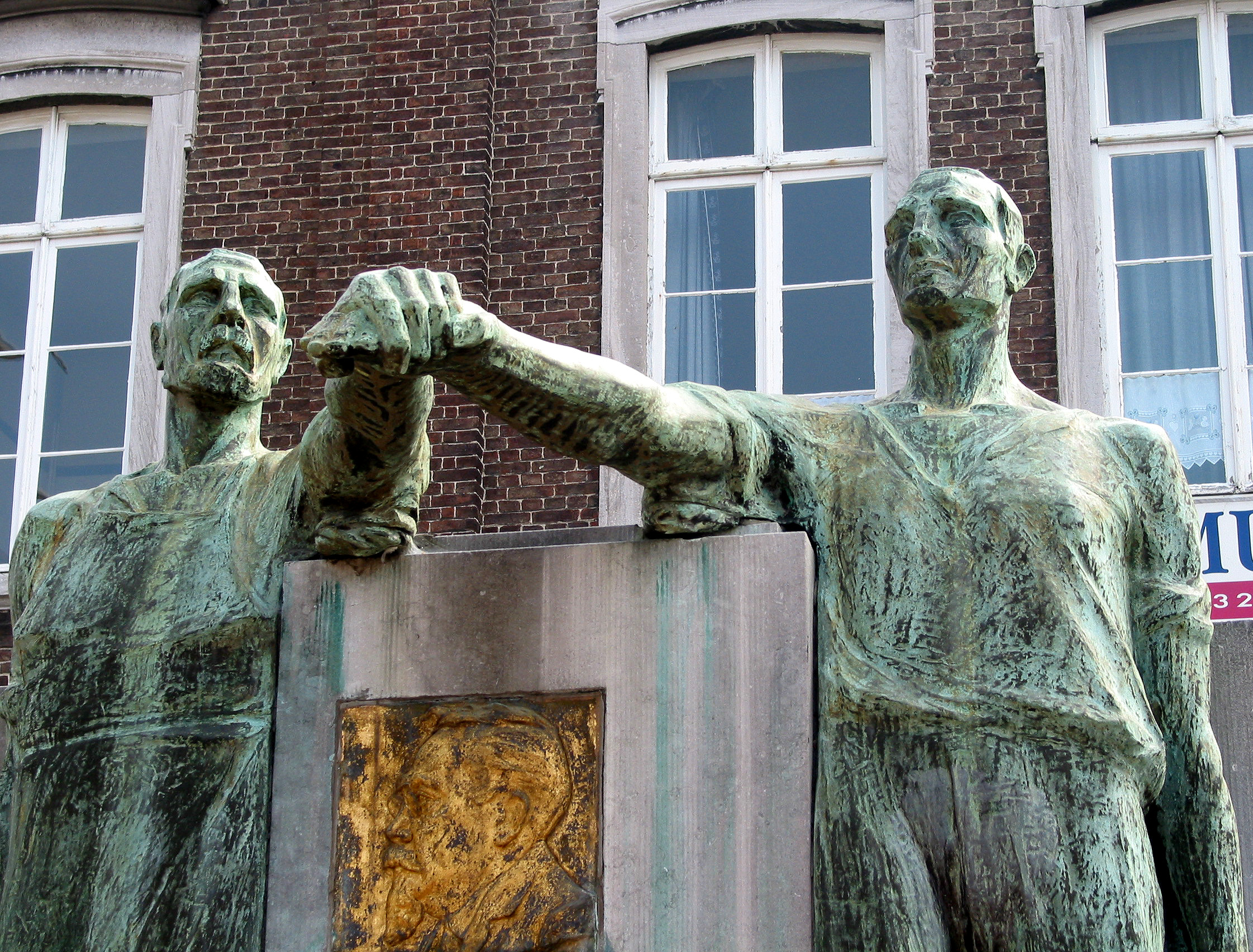
Le mémorial Joseph Wauters.

La ville est citée pour la première fois en 965 (Woromia) et comptait, vers 1215, 815 habitants[réf. nécessaire]. En 1078, la comtesse Ermengarde cède l'alleu au prince-évêque de Liège. Le document signale que la bourgade possède un château, cinq moulins et six brasseries[réf. nécessaire]. Le sort de la localité est dès lors lié à la principauté de Liège, jusqu'à la disparition de celle-ci en 1794.
Dès le XIVe siècle, Waremme possédait des fortifications, formant un carré de 400 m de côté, un marché, une halle et un hôpital. Sous le prince-évêque Thiébaut de Bar (1303-1316), on y bat monnaie et de nombreuses réunions importantes s'y tiennent. Durant cette période, la cité sera ravagée par la guerre des Awans et des Waroux.

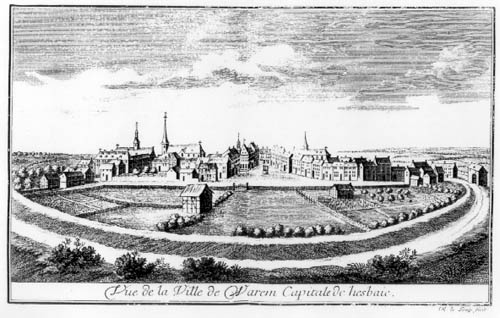
Le Loup (Remacle), vue de la ville de Warem Capitale de Hesbaye (vers 1735).

Chaque année à la Saint-André (30 novembre), le magistrat était renouvelé. Composé d'un représentant par métier, et d'un assumé pour chacun des hameaux de Mouhin et Longchamps, il élisait ensuite deux bourgmestres pour une durée d'un an (suivant une ordonnance princière du 30 juillet 1620). C'est l'ancêtre du conseil communal actuel. Les métiers étaient au nombre de dix : les boulangers, les brasseurs, les charpentiers, les cordonniers, les febves (forgerons), les maçons, les mangons (bouchers), les merciers, les parmentiers (tailleurs) et les viniers (vignerons). Mais la plupart des habitants étaient éleveurs ou laboureurs. En 1675, on comptait sur Waremme, Longchamps et Mouhin, 158 chevaux, 182 vaches et génisses, 171 porcs et près de 800 moutons.
Au XVIe siècle, la ville est une des vingt-et-une Bonne ville de la principauté, une ville fortifiée et un point d’appui indispensable au prince et du fait de sa situation géographique, non loin du duché de Brabant, ce qui lui avait déjà valu d'être brûlée par le duc en 1213 et 1347, ainsi que par Charles le Téméraire en 1468. Tout à la fin du XVIe siècle, Waremme doit souffrir des troubles liés à la guerre entre l'Espagne et les Pays-Bas, et qui se terminera par l'indépendance de ceux-ci : réparation des murailles, tenue de feux, entretien de l'artillerie, troupes espagnoles mutinées à Diest et Herentals ...
En 1624, les récollets bâtissent un couvent à l'emplacement de l'hôpital, le couvent de sépulchrines ouvrira ses portes, lui, en 1638.
Au XVIIe siècle, la ville doit affronter deux fléaux: les épidémies et les guerres de Louis XIV.
Après la dysenterie en 1635, la peste apparaît en 1636. Elle tue environ 76 personnes en six mois, soit douze morts par mois, contre moins d'un mort par mois en temps normal!. En 1669, elle fait son retour, apparemment au départ du couvent des religieuses. Le conseil de la ville interdit à quiconque de sortir du couvent, de jour comme de nuit, et autorise tout un chacun à faire feu sur ceux qui enfreindraient leur arrêt, ainsi que sur les chiens errants! Malgré cela, certains bourgeois mécontents du laxisme des autorités quittent la ville.
Quant aux guerres de Louis XIV, elles sont néfastes soit par des destructions comme en septembre 1691 quand un incendie provoqué par les troupes de Louis XIV détruisit les deux tiers de la ville, soit par les réquisitions des armées de passage qui ruinent la ville et ses habitants. Sauf peut-être ceux qui font le commerce de la bière, car tous ces soldats ont souvent très soif!
En novembre 1733, le moulin de Walken est réduit en cendres et, en 1748, la ville est en grande partie détruite par un incendie accidentel dans la nuit du 16 au 17 janvier. L'hôtel de ville a été perdu.
En 1792, les troupes françaises entrent dans la ville, les couvents sont fermés et en 1795, Waremme fait partie du département de l'Ourte.
En 1815, le gouvernement du Royaume des Pays-Bas fait de la cité un chef-lieu d'arrondissement, mais lui retire le titre de ville. Peu après la révolution belge de 1830, en 1838, la ligne de chemin de fer Liège-Bruxelles traverse la ville.
Durant la Première Guerre mondiale, Waremme est occupé par les Allemands, mais aucune action militaire ne s'y déroule.
Durant la Seconde Guerre mondiale, Waremme est prise par les Allemands sans combat le 12 mai 1940 par le 35.Panzer-Regiment de la Wehrmacht. La bataille de Hannut, première bataille rangée de blindés de l'histoire, se déroule cependant à proximité. Elle est libérée le 7 septembre 1944 par le 113th Cavalary Group (3rd Armored Division) de l'armée du général Bradley, après un bombardement le 28 août par des chasseurs-bombardiers P38 "Lightning" du 479th Fighter Group de la 8th Air Force, bombardement qui détruit une cinquantaine de maisons au centre-ville et fait onze morts et de nombreux blessés parmi la population civile, qui comptait alors près de 7 000 habitants.

## Blason
|  | Le blason de la ville, qui date de l'époque où elle faisait partie de la principauté de Liège, signifie que Waremme était une ville fortifiée. À l'époque actuelle, il est évident qu'il n'est plus très représentatif de la ville de Waremme, qui ne possède aucun reste de ces fortifications. Cependant, on peut le retrouver sur divers bâtiments datant de l'ancienne principauté, notamment sur l’hôtel des Postes à Liège, mais aussi sur des bâtiments plus récents comme l'hôtel de ville de Waremme. Blasonnement : D'argent au château de gueules ouvert et ajouré d'argent, aux toits d'azur surmontés de drapeaux d'azur. |

## Politique et administration

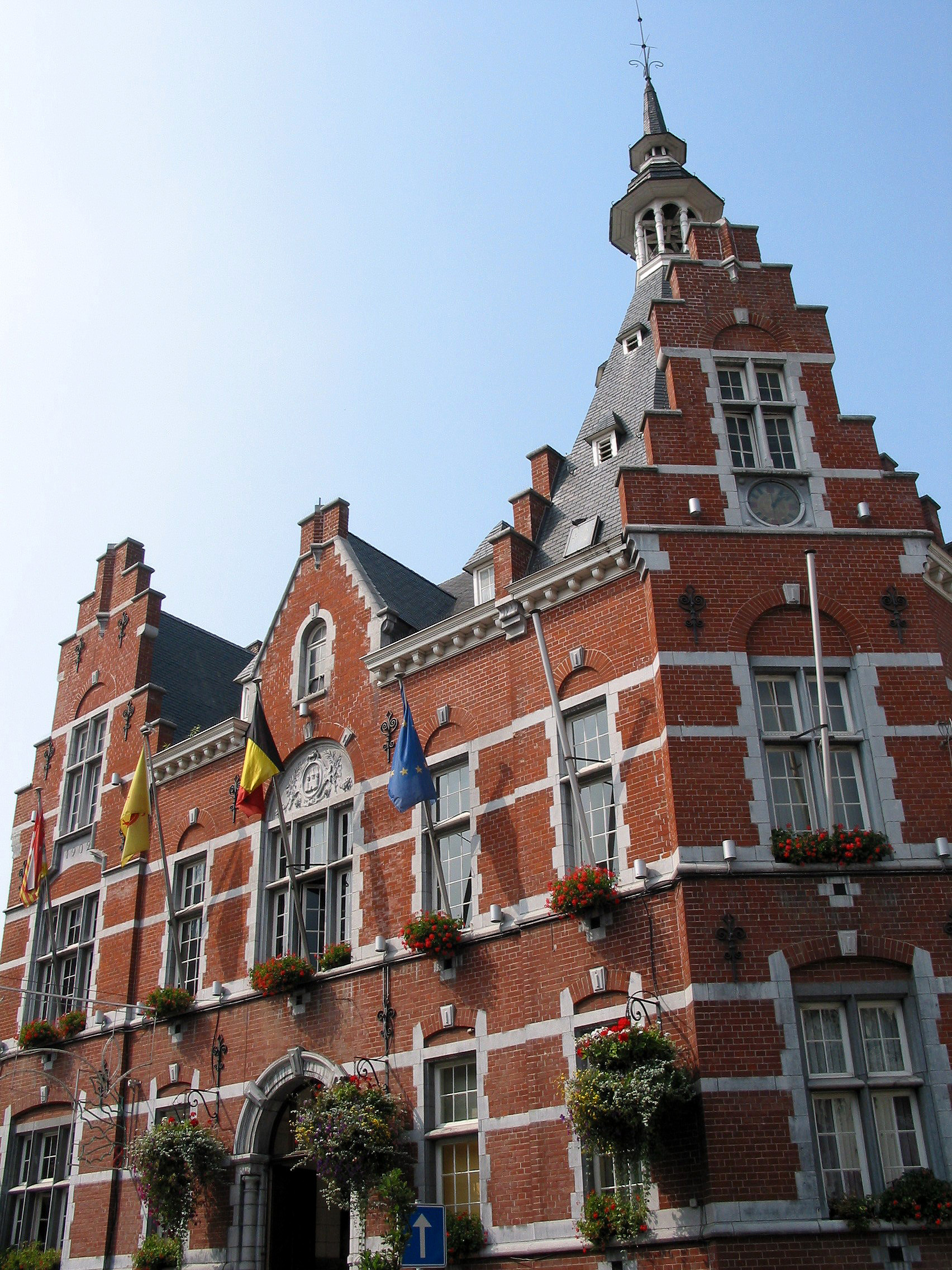
L'hôtel de ville.

### Collège et conseil communal 2024-2030
| Collège communal  |                   |                          |
| ----------------- | ----------------- | ------------------------ |
| Bourgmestre       | Raphaël Dubois    | MR - Pour Waremme        |
| 1er Échevin       | Julien Humblet    | Waremme c'est VOUS!      |
| 2e Échevine       | Alice Collard     | Pour Waremme             |
| 3e Échevin        | Olivier Dumont    | Pour Waremme             |
| 4e Échevine       | Alexandra Breulet | Waremme c'est VOUS!      |
| 5e Échevin        | Jean-Marie Haling | Pour Waremme             |
| Président du CPAS | Hervé Rigot       | PS - Waremme c'est VOUS! |

### Liste des bourgmestres de Waremme depuis 1830
| Mandats            | Nom               | Parti  |
| 1914 à 1947        | Guillaume Joachim | P.O.B. |
| 1947 à 1988        | Edmond Leburton   | P.S.B. |
| 1988 à 1993        | Guy Coëme         | P.S.   |
| 1993 à 2006        | Jacques Chabot    | P.S.   |
| 2006 à 2012        | Guy Coëme         | P.S.   |
| 2012 à 2024        | Jacques Chabot    | P.S.   |
| 2024 à aujourd'hui | Raphaël Dubois    | MR     |

N.B. : Rita Hanot fut bourgmestre faisant fonction de 1977 à 1979 et de 1988 à 1993.

### Jumelages
- Skopje (Macédoine) depuis 1975[8].
- Gérardmer (France) depuis le 23 avril 1978[8]. Un échange entre les jeunes du conseil communal des enfants de Waremme et ceux du conseil municipal des jeunes de Gérardmer s'effectue depuis 1999. Une année, les jeunes Waremmiens s'y rendent tandis que l'année suivante, les jeunes Gérômois viennent à Waremme.
- Gallinaro (Italie) depuis le 12 septembre 1999[8].

### Arrondissement
Waremme est le chef-lieu d'un des quatre arrondissements administratifs de la province de Liège

## Patrimoine et culture

### Patrimoine architectural et sites
Les vicissitudes de l’histoire n’ont pas épargné le patrimoine architectural de Waremme. Il n’en reste pas moins un petit nombre de bâtiments de caractère qui constituent la mémoire de la petite cité hesbignonne.

#### Le château de Sélys-Longchamps

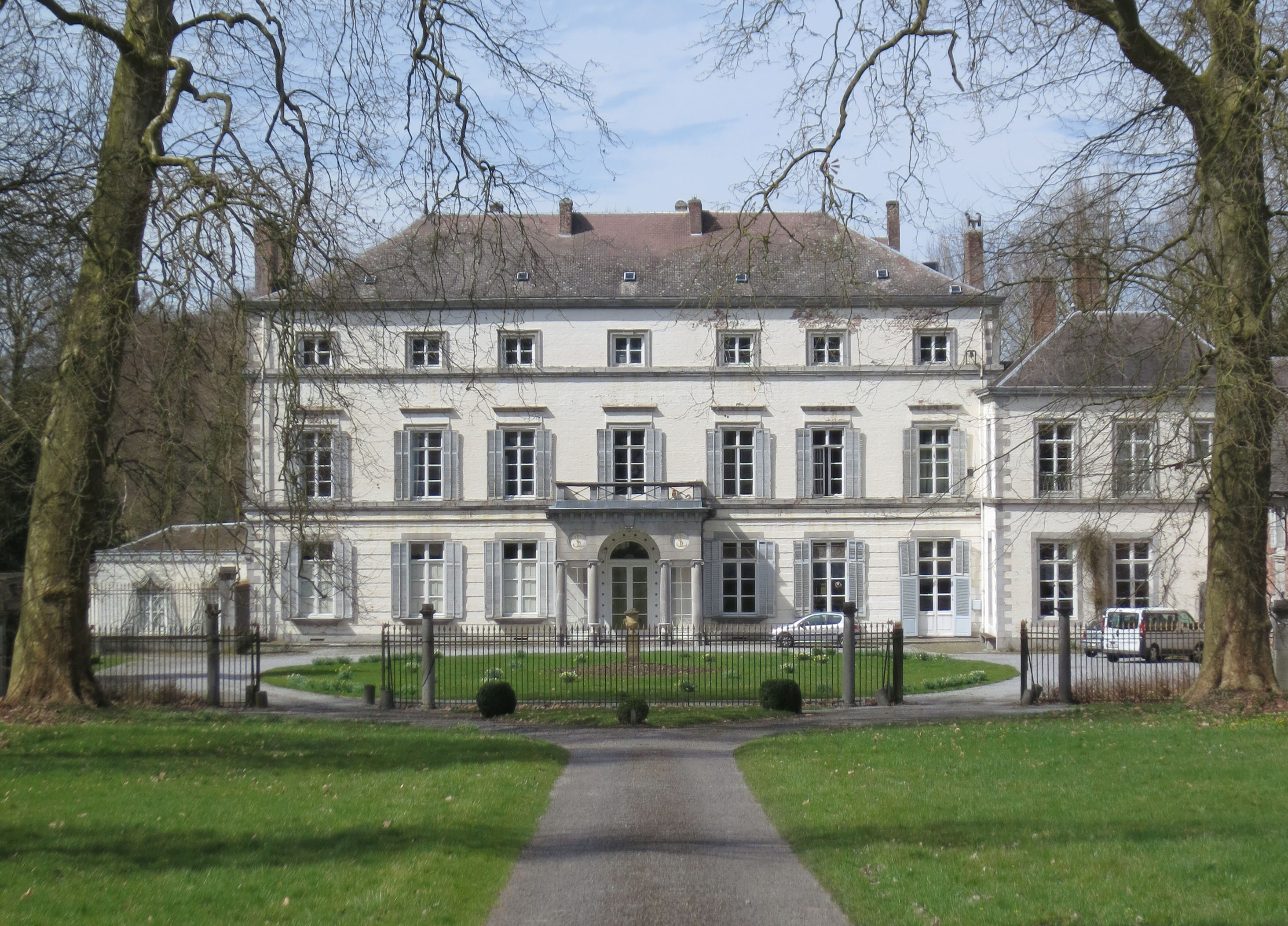
Château de Sélys-Longchamps.

Le château de Longchamps  ou de Sélys-Longchamps a le mérite d’être une des rares demeures d’importance de l'époque Premier Empire (1810) qui ait existé en Belgique, en un temps où dans l’ancien Pays de Liège, le style Louis XVI continuait sa carrière. Feu le baron Maurice de Sélys-Longchamps, grand amateur d’art, avait meublé ce château en harmonie avec l’époque de sa construction. Une partie du château appelée la tente Napoléon est classée depuis 2022 sur la liste du patrimoine exceptionnel de la Région wallonne.
Entre le château et la ville se trouve une chapelle dont la construction fut décidée en 1617 « pour sen servir a touttes occasions, principallement pour les jncomoditez de lhiver et froidure ».

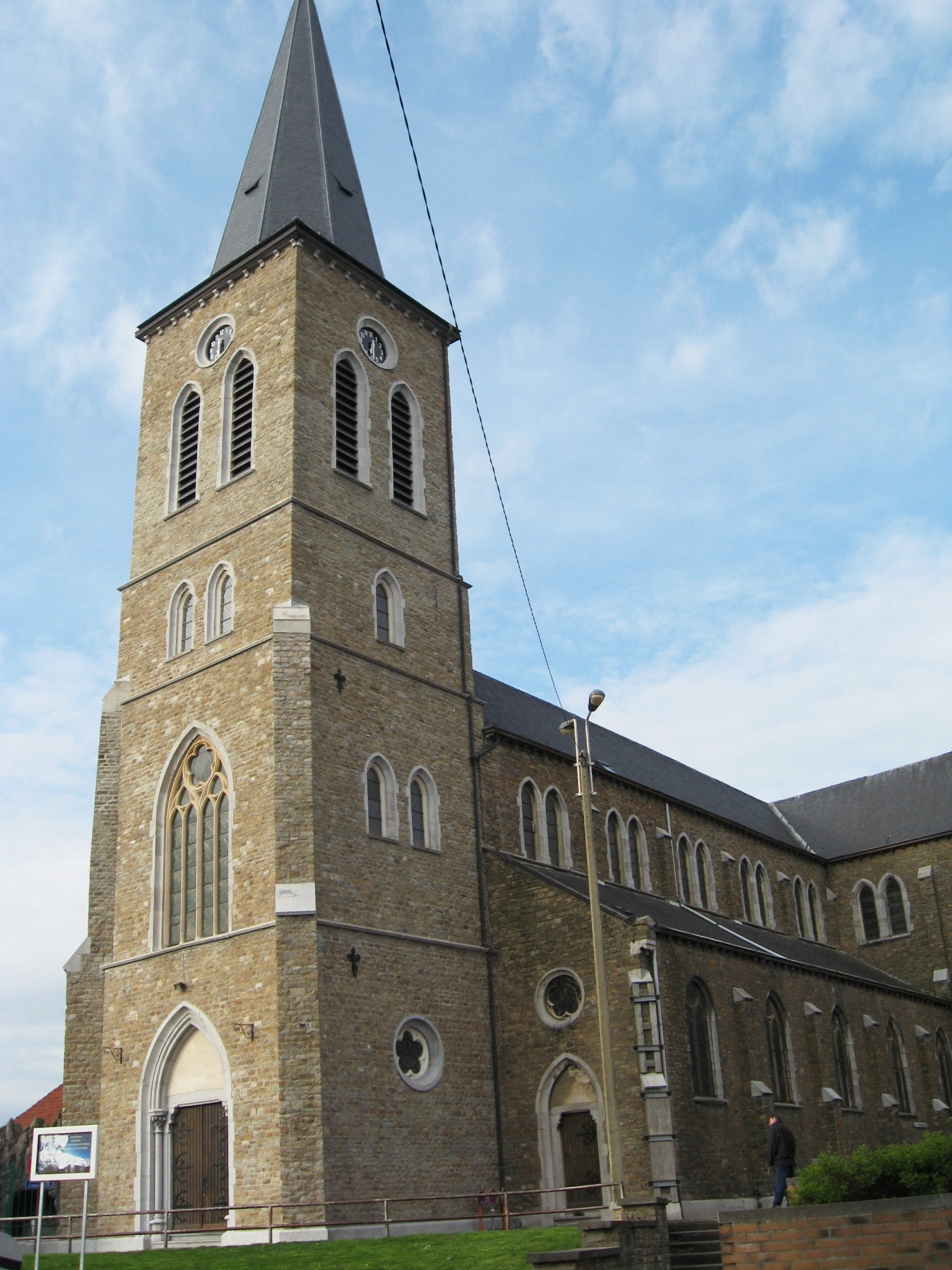
Église Saint-Pierre.

#### Autres vestiges
- Comme dans plusieurs endroits de Hesbaye, le territoire de la commune de Waremme comprend plusieurs tumuli érigés à l'époque gallo-romaine. Trois sites waremmiens sont repris sur la liste du patrimoine immobilier classé de Waremme. Il s'agit des sites du tumulus d'Oleye, du tumulus de la Plate Tombe et des tumuli du Bois des Tombes qui sont aussi repris sur la liste du patrimoine exceptionnel de la Région wallonne.

- Le vestige le plus ancien se dissimule au fond d'un couloir d'entrée, au n° 47 de la rue H. Stiernet. Il s'agirait de la porte d’accès de la brasserie de l'ancien couvent des Récollets. Cette baie conserve un bel encadrement de calcaire à mouluration gothique, de la première moitié du XVIe siècle. Un petit culot à tête humaine recevait à l’origine la retombée d’un larmier. Notons également un goulot d’évacuation des eaux, à droite du seuil.

- La maison située rue Visigath n° 16 présente une intéressante façade de la seconde moitié du XVIIIe siècle. De trois travées sur deux niveaux, elle est percée de baies en calcaire, à linteaux échancré et clé ourlée.

- De la fin du même siècle date la jolie chapelle Saint-Éloi, à l'angle de la rue Saint-Éloi et de la chaussée Romaine. Cette élégante construction octogonale, en briques blanchies et calcaire, est éclairée par des ouvertures ovales. À l'intérieur, le retable d’autel est rehaussé de rocailles.

- En dépit de l’ancienneté de son nom, la rue Porte de Liège s’est vue partiellement rebaptiser avenue Leburton. Au n° 6, l’élégante Maison Lejeune-d'Anglure forme la toile de fond d’une bien jolie placette. Le double corps central néoclassique, de cinq travées sur deux niveaux, fut bâti vers 1790, tandis que les ailes plus basses datent du XIXe siècle. Remarquons les fenêtres rectangulaires soulignées par une corniche moulurée typiquement néo-classique. Devant la maison, l'arbre de la liberté est parfois appelé arbre de l'Indépendance. Ce tilleul vénérable fut planté le 22 septembre 1797 pour commémorer l’instauration de la Première République française.

- Une intéressante maison du début du XIXe siècle se dresse à proximité, au n° 29 de l’avenue Leburton. La façade de cette belle demeure néo-classique, en briques et calcaire, est particulièrement soignée. De cinq travées sur deux niveaux et demi, elle est rythmée par des pilastres à refends. Les baies rectangulaires comportent des clés passantes ornées de triglyphes. Le soubassement en bel appareil de calcaire est percé de jours ovales.

- Le XIXe siècle dota également Waremme de plusieurs monuments dignes d'intérêt. La chapelle des Saints-Sauveurs-et-Donat, rue du Tumulus, également appelée chapelle Fleussu, date du milieu du siècle. Une anecdote s'y rattache. Le docteur Jean-François Xavier Fleussu, surpris par un violent orage, fit le vœu d'élever une chapelle à cet endroit, s'il en sortait sain et sauf. À sa mort, il fut enterré dans la chapelle élevée par ses soins. Son tombeau se voit toujours à l'intérieur. La chapelle, habillée d’une belle façade en calcaire de style néo-classique, est malheureusement dans un état pitoyable.

- Dans la rue J. Wauters se dressent les bâtiments de l’ancien Institut des Filles de la Croix, fondé en 1866. La chapelle néogothique, heureusement préservée, apporte une note pittoresque bienvenue au centre de la ville. Les murs de briques sont scandés par des pilastres en tuffeau et soulignés d'une frise d'arceaux sous la corniche.

- Arrêtons-nous encore à deux monuments qui accentuent l'aspect urbain de Waremme. L’église Saint-Pierre est un vaste édifice néo-gothique, élevé de 1879 à 1881 sur des plans d’Eugène Halkin père. À l'intérieur, l'attention se porte surtout sur la Pietà polychrome du XVe siècle et sur les fonts baptismaux gothiques a malheureusement été en grande partie sacrifié. Notons au passage les anciennes dalles funéraires qui tapissent le porche.

#### Vestiges disparus
- Au centre de la ville se dressait un château dont on retrouve la trace dans l'ancienne appellation de la ville : Waremme-le-Château.
- Tout autour courait une muraille percée de trois portes : la Porte du Pont menant à St-Trond, la Porte de Liège et la Porte de Huy.
- Comme chaque Bonne ville de la principauté de Liège, Waremme possédait un perron reconstruit en 1734 pour remplacer un plus ancien. Voici sa description lors de son adjudication à Andre Wilmar, « maitre ouvrier des pierres » : " Un peron de piere avec trois degrez en rondeur touts agrappé et un pied de stalle ; le premier degrez de neuf pied et demij en diametre avec neuf pouces de marche ; la piere dastalle de deux pieds et demij ou aproportion avec un demij rond en hault ; la colomme de huit pieds de haulteur denviron neuf pouces de grosseur et un boulle au bout sisselee avec un trou pour ij poser une baniere et deux chavee de chaux ; le tout au prix de vingt escus"
- Waremme possédait aussi deux moulins : l'un à Waremme même, en dehors des murailles près de la porte de Longchamps (meuniers : Jehan Stienne 1597-1607, Jean fils Jean Stiene 1632-1634, Jean Linard (ou Lyna) 1633-1634, Jan Stas 1635, Hendric Bampt 1659-1664, Grimont 1673, Michel Hovent 1715, Joseph Bertrand Lelièvre 1719-1733, Jean Julet 1743, Mathieu Macar 1778), l'autre en amont à Walken (ou Valquin, Walquin) qui fut réduit en cendres en 1733 (meuniers : Gille le Jeune 1659 à 1664, Jean Ystas et sa mère moulneresse 1688, Jean Ista 1715, la veuve et les enfants de Jean Borlé 1733).
- En 1660, le pouvoir communal fit construire une petite chapelle hors la Porte de Liège.

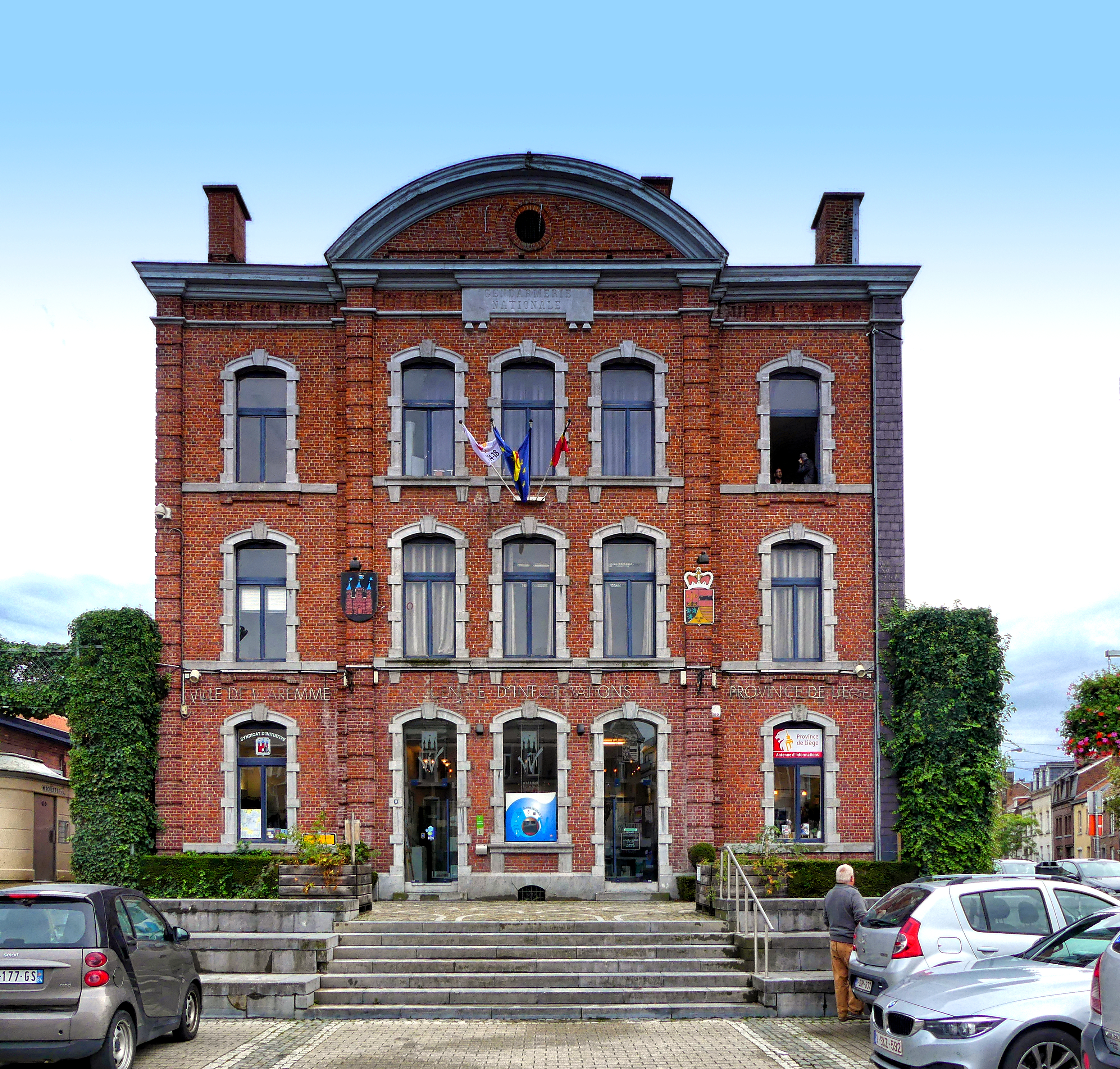
Royal Syndicat d'Initiative de Hesbaye à Waremme.

### Culture
Malgré l'attrait culturel de villes proches comme Liège et Huy, Waremme a, de tous temps, développé une vie culturelle intense via ses associations ou ses personnalités.

#### Le Centre culturel
Depuis 2001, un Centre culturel reconnu par la Communauté française de Belgique fédère les associations et offre une programmation dynamique et variée.

#### L'Académie de Musique et des Arts de la Parole
Une Académie forme plus de 1 000 élèves en musique, Arts de la Parole et Danse.

#### L'Ensemble Instrumental Waremmien
Créé en 1906 par Joseph Wauters et dirigé par Armand Thoen (également fondateur de l'Académie de Musique de Waremme), l'Ensemble Instrumental Waremmien a fortement évolué. De la fanfare « les enfants du peuple », il est devenu un orchestre à vent et percussion (ou orchestre d'harmonie) et développe ses spectacles propres (« La Musique au Cinéma », « Paris à la folie », « Concert des Etoiles »…) et anime, à la demande, les festivités waremmiennes. Aujourd'hui, l'Ensemble est composé de 33 musiciens et est dirigé depuis décembre 2013 par Niranjan Wijewickrema, Docteur en Musicologie. Son répertoire est éclectique et s'adapte aux circonstances. Il est composé d'œuvres classiques, de musiques de films, de musiques latines… L'orchestre se produit en concert dans toute la Belgique et au-delà.

## Enseignement
Waremme est un véritable centre pour la scolarité dans la région. De nombreux élèves venus des quatre coins de la Hesbaye se retrouvent chaque jour sur les bancs des différentes écoles que comptent le centre et les villages faisant partie de la commune.
Secondaire
- Enseignement Libre
  - Collège et Institut Saint-Louis
  - Institut Saint-Laurent
  - Institut Notre-Dame
- Athénée Royal
- IPES de Hesbaye
  - Site de Waremme I
  - Site de Waremme II

Primaire et maternelles
- Enseignement Libre
  - Institut Saint-Louis
  - Institut Notre-Dame
  - Clair-Matin
  - Grand-Axhe
- Athénée Royal
- Écoles communales de Waremme I
  - Longchamps
  - Tumulus
- Écoles communales de Waremme II
  - Oleye
  - Bettincourt
  - Bovenistier
  - Champanette

## Économie

### Transports en commun
SNCB (trains) :
- IC F : [semaine] Quiévrain - Bruxelles - Liège-Guillemins ;
- P : Welkenraedt - Bruxelles; Ans - Mouscron ;
- S44 : [semaine] Waremme - Liège-Guillemins - Flémalle-Haute ;
- S44 : [week-end] Liège-Guillemins - Waremme - Landen.

TEC (bus wallons) :
- 145 Waremme - Huy ;
- 245 Waremme - Haneffe - Verlaine ;
- 445 Waremme - Cité Hartenge - Bettincourt ;
- 283 Waremme - Geer - Hannut ;
- 84 Waremme - Momalle - Liège ;
- 84\2 Waremme - Pousset - Remicourt - Oreye - Thys - Crisnée ;
- 128 Waremme - Geer - Hannut ;
- 147 Waremme - Oreye ;
- E84 Waremme - Braives - Hannut - Burdinne - Fernelmont - Namur (ligne express) ;
- E22 Waremme - Viemme - Chapon-Seraing - Villers-le-Bouillet zoning industriel - Tihange centrale - Huy (ligne express).

De Lijn (bus flamands) :
- 37 Waremme - Heers ;
- 41/2 Waremme - Berloz - Fresin (Vorsen) ;
- 41/2 Waremme - Berloz - Rosoux-Crenwick.

## Sports et vie associative

### Sports
Le sport dans la ville de Waremme est en constante progression.
Nombre de clubs grimpent plus qu'ils ne descendent les échelons respectifs de la hiérarchie de leur sport et ce depuis quelques années[Quand ?] déjà.
Waremme regroupe par ailleurs pas moins d'une quarantaine d'associations sportives.
La plupart des clubs se produisent au Centre Sportif et Culturel Edmond Leburton, situé à environ 600 mètres du centre-ville.

#### Football
Le RS Waremme FC est le principal acteur sportif de la ville. Né en 1921 et porteur du matricule 190, ce club joue au stade Edmond-Leburton et évolue en Promotion cette saison 2014-2015. En effet, grâce au titre décroché la saison passée en P1 liégeoise, le club a gagné le droit de retrouver le 4e échelon national, 14 ans après l'avoir quitté.

#### Volley-ball
Le VBC Waremme est le club sportif le plus réputé de la ville par ses performances. Évoluant en Ligue A (le plus haut niveau en Belgique), ce club remplit à chaque match à domicile les gradins du Hall omnisports Edmond-Leburton. Il a connu une évolution fulgurante depuis l'année 2003 grâce à Vincent Perin, son président, et Thierry Courtois, ancien joueur de division d'Honneur, qui fut son capitaine jusqu'à la saison 2005-2006.
À la suite d'une saison 2009-2010 fantastique qui l'a vu décrocher une seconde place un étage plus bas, Waremme a gagné le droit d'évoluer au top niveau belge pour la première fois de son histoire. Grâce à de nombreux transferts, le club compte bien ne pas y faire que de la figuration.

#### Basket-ball
L'ABC Waremme et son école de jeunes est un club sain et convivial. Son équipe première évolue en 1re Provinciale Liégeoise (D6), cette saison 2015-2016.
Les équipes du club jouent au Hall omnisports Edmond-Leburton.

#### Tennis de table
Trois clubs représentent la ville dans les deux fédérations francophones principales, l'aile francophone de la Fédération Royale Belge de Tennis de Table (FRBTT) et la Fédération Royale Ouvrière de Tennis de Table de Belgique Francophone (FROTTBF).

Le TTC Waremme (matricule 335, FRBTT), à Bovenistier, aligne 3 équipes en championnat, dont la meilleure évolue en 4e division provinciale (2015-2016). Le TT Bettincourt (matricule 295, FRBTT), à Bettincourt, aligne 8 équipes, dont la meilleure évolue en 1re division provinciale (2017-2018). Et l'Union Waremmienne de Tennis de Table (matricule 79, FROTTBF), à Waremme, aligne 8 équipes, dont la meilleure évolue en 1re division fédérale (D2) (2015-2016).

#### Badminton
Le Badminton Union Waremme évolue cette saison 2015-2016 en 2e division LFBB (ce qui représente la 4e division en importance en Belgique). L'équipe a été reléguée la saison dernière.

#### Tennis
Deux clubs, le Tennis Club Waremme et le Longchamps Tennis Club, évoluent à une centaine de mètres l'un de l'autre.
Le meilleur joueur de la ville est Didier Mercenier classé B-15,2 et évoluant au TCW.

## Personnages emblématiques liés à la ville de Waremme
- Edmond de Sélys Longchamps (1813-1900), homme d'État, entomologiste, ornithologue et  mammalogiste.
- Hubert Stiernet (1863-1939), écrivain.
- François Streel (1859-1900), représentant, est mort à Waremme.
- Marguerite Robyns (1868-1930), peintre impressionniste.
- Joseph Wauters (1875-1929), homme politique.
- Franco Rasetti (1901-2001), scientifique, physicien, paléontologue, un botaniste italien, mort à Waremme.
- Edmond Leburton (1915-1997), homme politique.
- Guy Coëme (1946- ), homme politique.
- Jean-François De Sart (1961- ), joueur et entraîneur de football international.
- Giovanni Bozzi (1963- ), entraineur de basket-ball.
- Nathalie Maleux (1973- ), présentatrice de télévision.